# 12 Pułk Huzarów (Cesarstwo Niemieckie)
12 pułk huzarów (Turyngski) (niem. Thüringisches Husaren-Regiment Nr. 12) – pułk kawalerii niemieckiej okresu Cesarstwa Niemieckiego.

## Charakterystyka

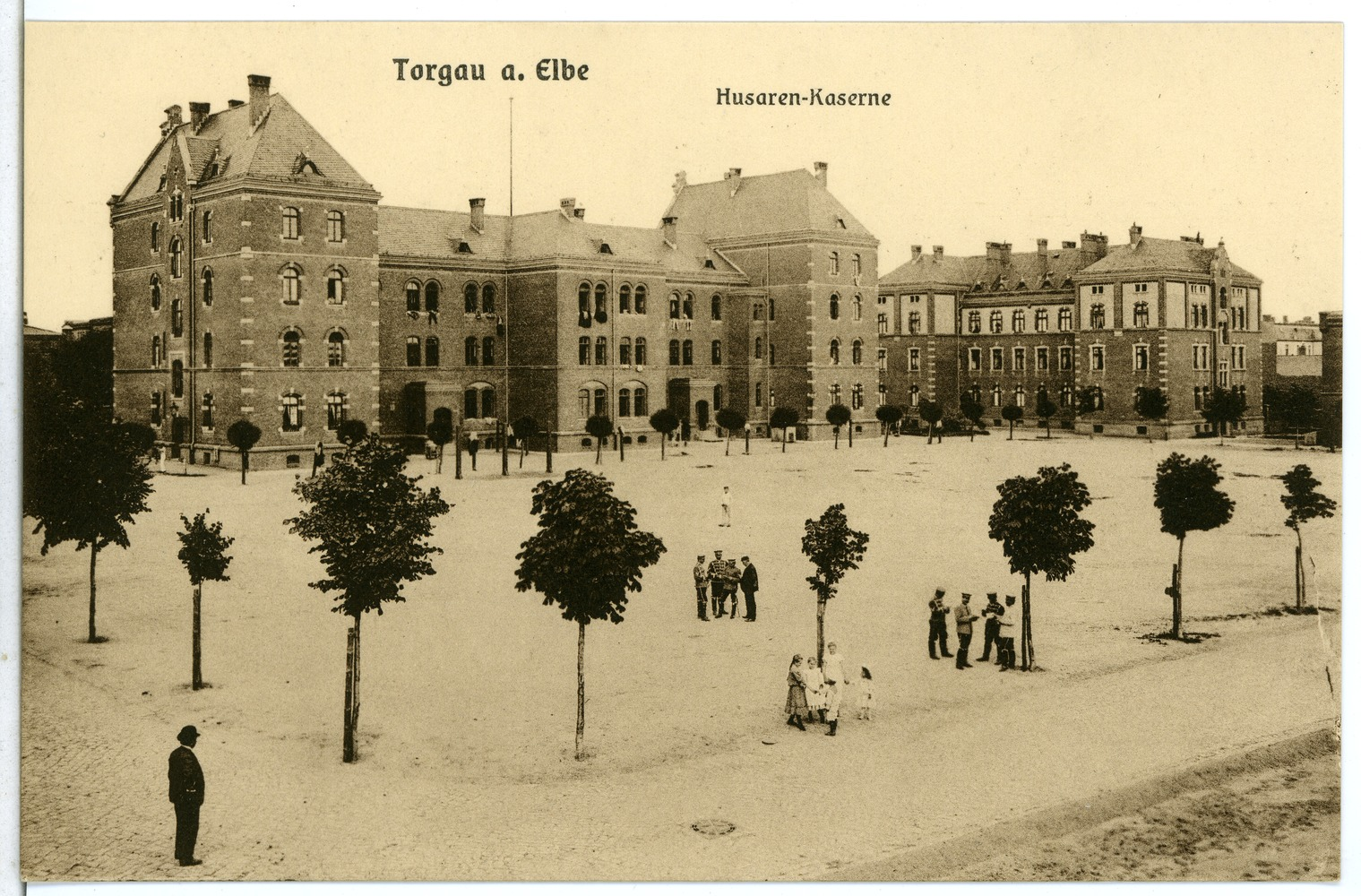
Koszary pułku

Pułk został sformowany 30 lipca 1791. Stacjonował w Torgau . Wchodził w skład IV Korpusu Armijnego .

 Wiosną 1914 był w strukturze 8 Brygady Kawalerii z 8 Dywizji Piechoty.
W wyniku mobilizacji, w sierpniu 1914 pułk osiągnął gotowość bojową i w składzie 8 Brygady Kawalerii z 2 Dywizji Kawalerii został wysłany na front zachodni.

30 grudnia 1916 oddział przeorganizowano w spieszony pułk kawalerii.